# Muhammad Ali (Brunei)
Pour les articles homonymes, voir Mohammed Ali.
Muhammad Ali est le treizième sultan de Brunei. Il règne en 1660. Il est assassiné par Abdul Hakkul Mubin qui prend sa place et déclenche la guerre civile brunéienne. Il est vengé par son petit-fils Muhyiddin qui devient le 15e sultan.